# 38 папуг
«38 папу́г» (рос. 38 попугаев) — серія радянських дитячих  лялькових мультфільмів. Цикл являє собою десять коротких мультфільмів про кумедні стосунки чотирьох друзів — балакучої Мавпи, сором'язливого Слоненятка, ексцентричного Папуги і задумливого Удава. Назва походить від першої серії, де довжину Удава вимірювали в слонах, мавпах і папугах. У більшості серій герої вирішують якийсь забавний парадокс, пов'язаний із різними значеннями понять або грою слів: вони фізично «передають привіт», «роблять закриття», тощо
Серіал створив режисер Іван Уфімцев і художник Леонід Шварцман за сценарієм відомого дитячого письменника Григорія Остера. Персонажі озвучили популярні актори — Надія Рум'янцева (Мавпа), Михайло Козаков (Слоненя), Василь Ліванов (Удав) і Всеволод Ларіонов (Папуга). У мультфільмах звучать пісні Геннадія Гладкова на вірші Юрія Ентіна.

## Список серій
- 38 папуг (1976). Друзі міряють зріст Удава.
- 38 папуг: Бабуся удава (1977). Бабуся приїхала до удава.
- 38 папуг: Як лікувати удава (1977). Удав захворів. Всі хочуть його вилікувати. Але вони не так його зрозуміли…
- 38 папуг: Куди йде слоненя (1977). Слоненя йде «наприклад».
- 38 папуг: А раптом вийде! (1978). Як друзі вчили Папугу літати.
- 38 папуг: Привіт мавпі (1978). В Удава прекрасний настрій. Він хоче поділитися ним з Мавпою…
- 38 папуг: Завтра буде завтра (1979). Всі намагаються з'ясувати, що сьогодні, а що завтра.
- 38 папуг: Зарядка для хвоста (1979). Мавпа вирішує стати сильною, щоб дістати кокос.
- 38 папуг: Велике закриття (1985). Друзі намагаються закрити закон «кинеш що-небудь вгору, і воно впаде вниз, прямо на вас».
- 38 папуг: Ненаочний посібник (1991). Друзі починають «діяти»: складати, віднімати, множити, ділити.

## Українське багатоголосе закадрове озвучення
Українською мовою озвучено телекомпанією «Інтер» у 2021 році. Ролі озвучували: Андрій Альохін, Дмитро Вікулов, Дмитро Рассказов-Тварковський і Юлія Малахова.

## Цікаві факти
- У серії «Велике закриття» Мавпу не озвучувала Надія Румянцева, її озвучувала Раїса Мухаметшина.
- У створенні мультфільму брала участь художник-мультиплікатор Ірина Собінова-Кассіль, внучка уславленого оперного співака і дочка не менш видатного радянського письменника.

## Популярна культура
- Під впливом цього мультфільму «папугами» у повсякденній мові іронічно називають або яку-небудь безрозмірнісну величину, або довільну розмірність, коли «міряють на свій аршин».
- У пошуковій системі Google Search вшанували цей мультфільм у дуже цікавий спосіб. Якщо робити запит в цій пошуковій системі щодо вимірювання довжини, то можна використовувати одиниці вимірювання російською мовою «попугаи», «слоненок/слонята», «мартышка», «удав», де за одиницю вимірювання взято довжину того, кого вимірювали: 1 удав = 5 метрів. Відповідно до сюжету мільтфільму мавпочка = 1 м, слоненя = 2,5 м. Приклад: якщо ввести "38 попугаев=", то буде надано відповідь: «38 попугаев = 5 метров». Можна робити запити типу «20 метров в попугаях», проте система приймає запити лише російською мовою, що була в мультфільмі.